# Robert F. Kennedy
Robert Francis Kennedy (Brookline, Massachusetts, 20 de noviembre de 1925-Los Ángeles, California, 6 de junio de 1968), también conocido como Bobby Kennedy o  RFK, fue un abogado estadounidense, fiscal general de los Estados Unidos desde 1961 hasta 1964. Era uno de los hermanos del 35.º presidente de los Estados Unidos, John F. Kennedy, y uno de sus consejeros de mayor confianza, con quien trabajó estrechamente durante la crisis de los misiles en Cuba. Su contribución con el movimiento afroestadounidense por los derechos civiles es considerado como su mayor legado.
Tras el asesinato de John a finales de 1963, Kennedy se mantuvo en el cargo de fiscal general durante nueve meses junto con el presidente Lyndon Johnson. Renunció en septiembre de 1964 y fue elegido senador por el estado de Nueva York en noviembre. Puso fin a su relación con Johnson debido a sus discrepancias en la guerra de Vietnam, entre otros temas.
Después de que Eugene McCarthy estuvo a punto de derrotar a Lyndon Johnson en las primarias de Nuevo Hampshire de 1968, anunció su propia campaña para la presidencia en una batalla por el control del Partido Demócrata. Kennedy vencería a McCarthy en la elección primaria de California, pero fue asesinado por Sirhan Sirhan momentos después de realizar su discurso de victoria a la madrugada del 5 de junio de 1968, falleciendo al día siguiente. El 9 de junio, el presidente Johnson declaró un día nacional oficial de luto en honor a Robert Kennedy.

## Biografía

### Primeros años
Robert Francis Kennedy, nacido el 20 de noviembre de 1925, fue el séptimo hijo de Joseph P. Kennedy y Rose Fitzgerald Kennedy. Al cumplir 18 años de edad, se alista a la Armada de los Estados Unidos que estaba participando en la Segunda Guerra Mundial, en la cual ya habían tomado parte sus hermanos mayores, Joseph Patrick Jr. y John Fitzgerald. en 1943. En plena guerra, se entera con mucho pesar de la muerte de su hermano mayor, Joseph Patrick Jr.
Asistió y se graduó en la Universidad de Harvard en 1948, después de haber servido durante poco tiempo en la Armada. Se tituló como abogado en la Facultad de Derecho de la Universidad de Virginia en 1951. Posteriormente se encargó de asesorar —con bastante éxito— a su hermano John para el inicio de su campaña al Senado en 1952.

### Con JFK

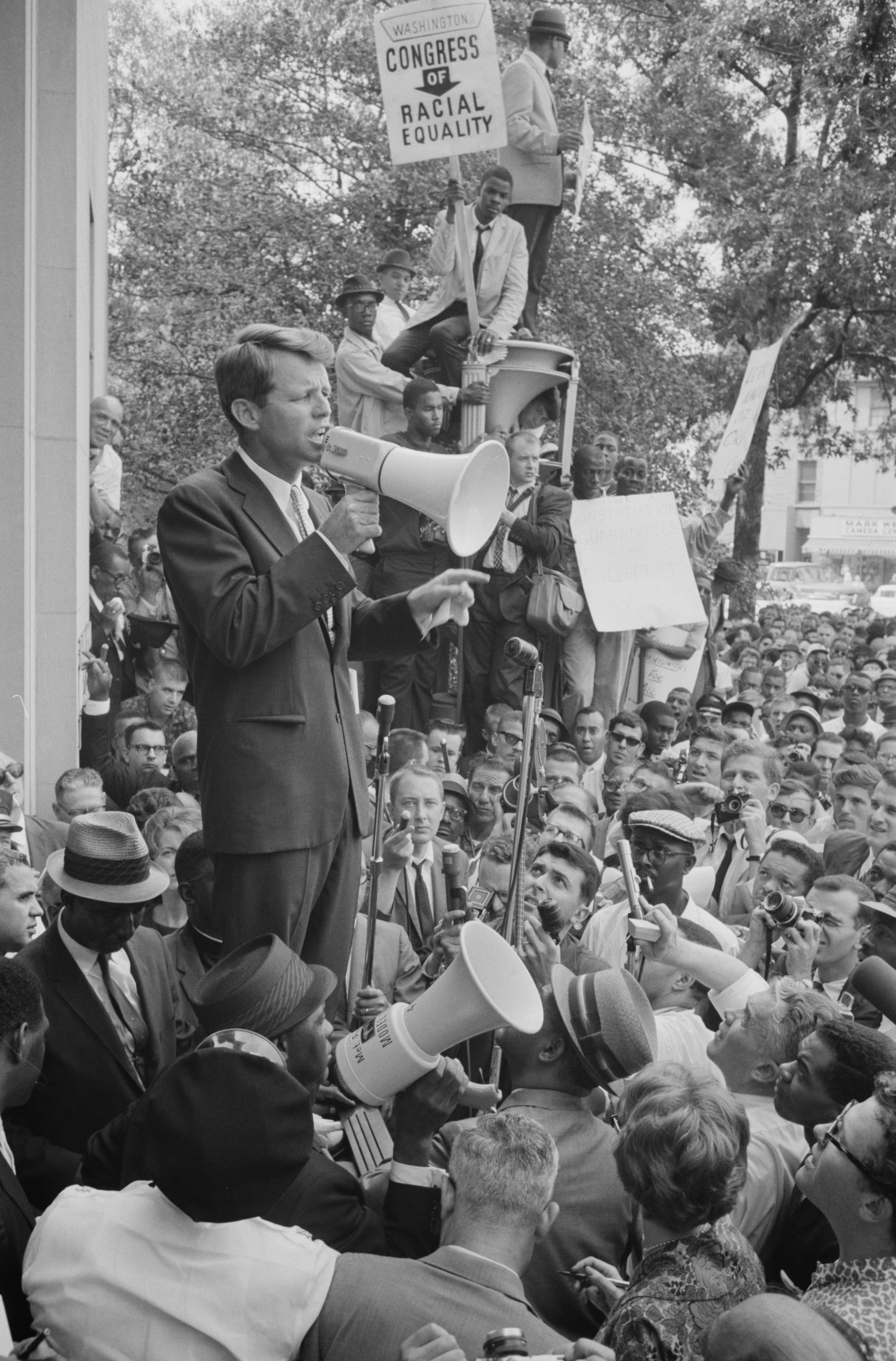
RFK hablándole a una manifestación del movimiento de derechos civiles. 14 de junio de 1960.

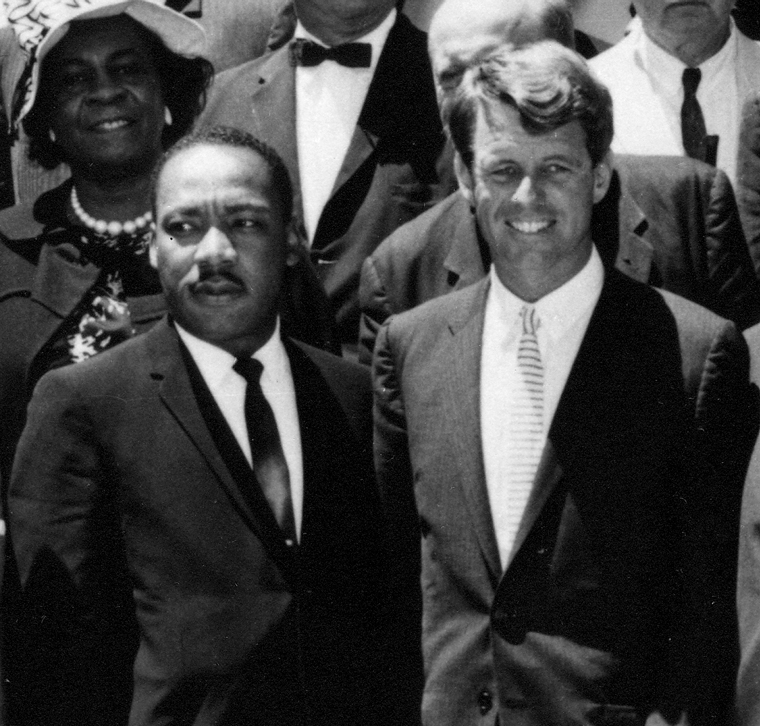
Robert F. Kennedy con Martin Luther King, Jr., el 22 de junio de 1963 en Washington D. C.

Antes de que el presidente Kennedy designara a su hermano como fiscal general de los Estados Unidos, este trabajó en el USS Joseph P. Kennedy, Jr., un barco que llevaba el nombre de uno de sus hermanos, Joseph P. Kennedy, Jr., y en donde sirvió poco tiempo. Durante la administración Kennedy, «Bobby» fue asesor del presidente. Uno de los problemas a los que tuvo que enfrentarse fue la invasión de Bahía de Cochinos en Cuba en 1961, así como la crisis de los misiles en Cuba 18 meses más tarde. También se enfrentó con la escalada militar en Vietnam y con los movimientos en defensa de los derechos civiles. A Kennedy se le recuerda sobre todo por sus esfuerzos en favor de tales derechos, cabiendo mencionar la integración de la Universidad de Misisipi. Tras el asesinato del presidente Kennedy en 1963, Robert permaneció como fiscal general, aunque sus relaciones con el presidente Lyndon B. Johnson eran particularmente frías.

### Senador por Nueva York
Tras la muerte de JFK, Robert pensó que podía obtener la vicepresidencia en el Gobierno de Johnson. Sin embargo, después de que Johnson le confirmara que no contaba con él para el cargo, abandonó el Gabinete del presidente. Inició la campaña para conseguir un asiento en el Senado como representante por Nueva York. Fue elegido en noviembre de 1964, derrotando a su oponente republicano, Kenneth Keating.
Durante los tres años y medio que ejerció como senador, Kennedy visitó Sudáfrica, país en el que aún existía el apartheid, visitó también el delta del Misisipi como representante del senado para ayudar a los hambrientos e hizo un llamado para detener la escalada en la guerra de Vietnam.

## Muerte

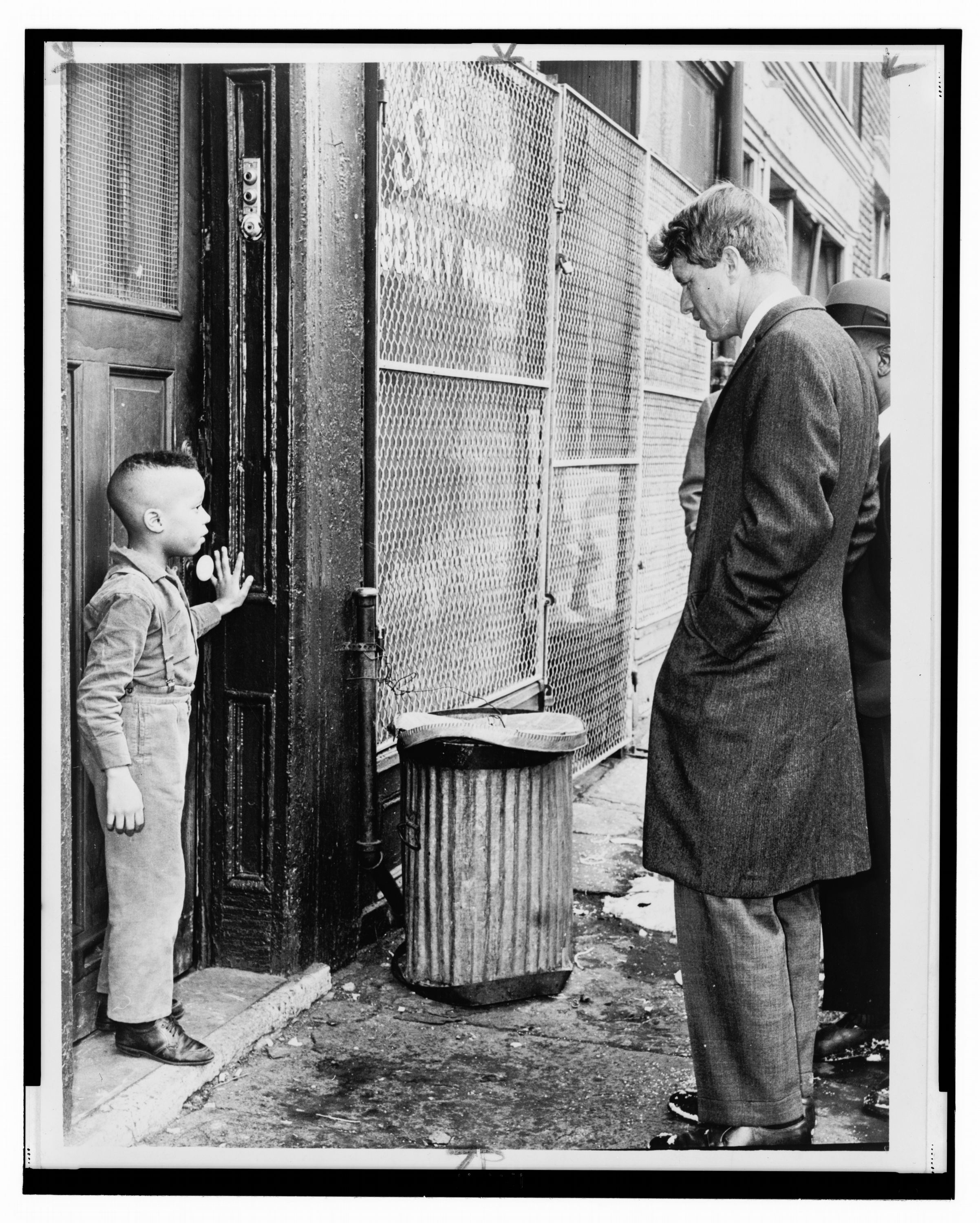
RFK en campaña conversando sobre la educación con un niño.

En un principio, Kennedy negó las especulaciones que afirmaban que iba a intentar ser el candidato demócrata a las elecciones a la presidencia de 1968, enfrentándose a su compañero de partido, el presidente Johnson. Johnson obtuvo una victoria débil en las primarias de Nuevo Hampshire contra el senador Eugene McCarthy, un candidato antiguerra; poco después, Kennedy anunció su candidatura el 16 de marzo. Dos semanas después, Johnson declaró en una intervención televisada que no iba a presentarse a la reelección.
El 4 de abril, durante una parada electoral en Indianápolis, Kennedy conoció la noticia del asesinato de Martin Luther King. Kennedy realizó un discurso en el que llamó a la reconciliación entre razas. En los días que siguieron al asesinato de King, cientos de personas resultaron heridas y 43 asesinadas en las revueltas que se produjeron en todos los Estados Unidos; el único punto en el que no se produjo ningún altercado fue Indianápolis. 
Robert Kennedy ganó las primarias en Indiana y Nebraska pero perdió en Oregón. El 4 de junio de 1968, se apuntó la mayor victoria en su carrera hacia la nominación demócrata al ganar las primarias en Dakota del Sur y California. Después de la medianoche, Kennedy realizó un discurso de agradecimiento a sus electores en el Hotel Ambassador de Los Ángeles. 

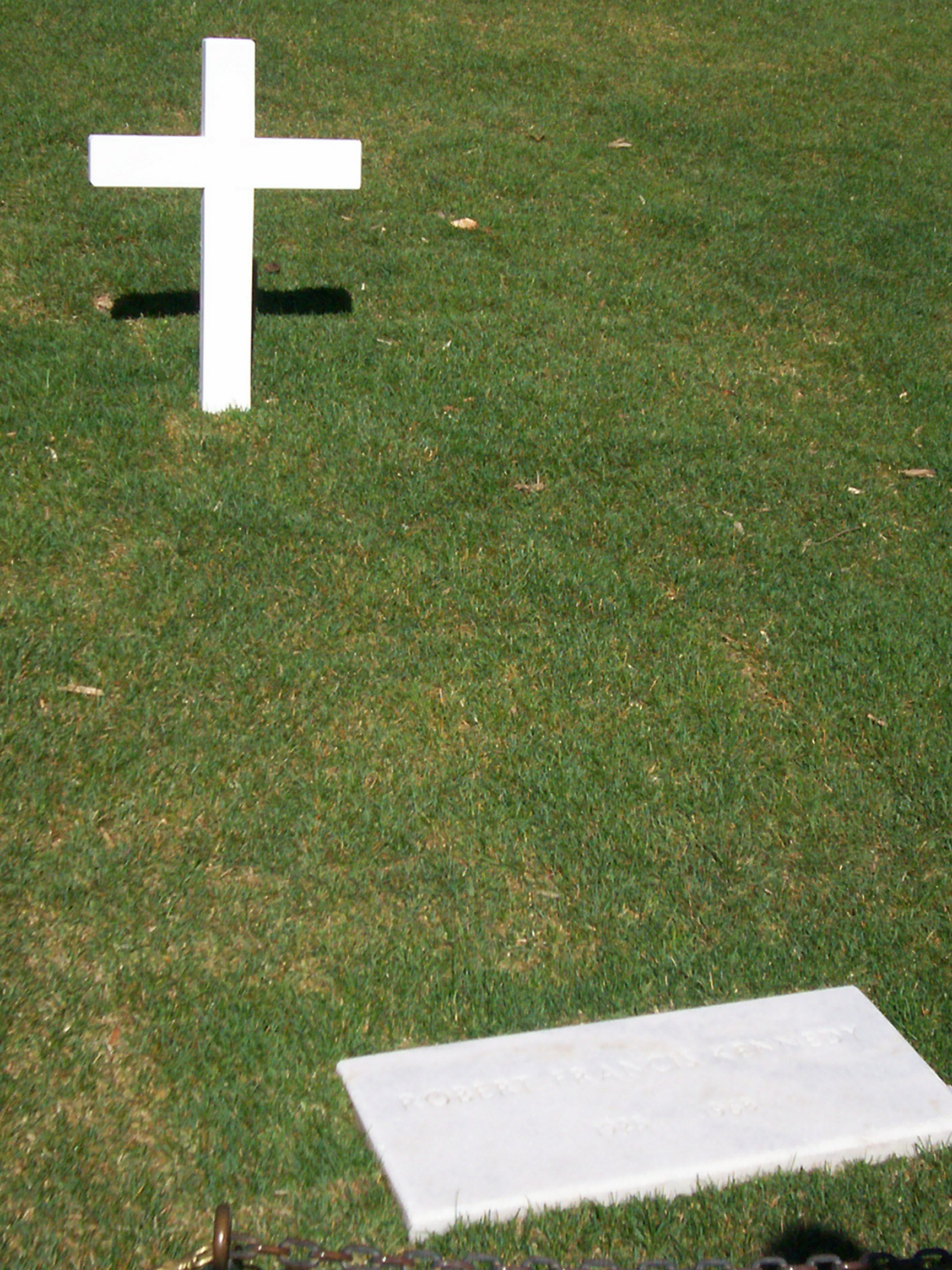
Tumba en el cementerio de Arlington.

Mientras se dirigía por un pasillo lleno de gente hacia las cocinas del hotel, Sirhan Bishara Sirhan, un palestino de 24 años residente en Los Ángeles y con ascendencia jordana, apareció disparando con un revólver del calibre 22 contra la multitud que llenaba el pasillo. Diversas personas resultaron heridas, entre ellas el senador Kennedy al que disparó a quemarropa. Sirhan confesó su crimen por ser contrario al apoyo político a Israel del senador y se le condenó a cadena perpetua. 
Robert Kennedy falleció a primera hora de la mañana del día 6 de junio de 1968 a los 42 años en el Hospital El Buen Samaritano de Los Ángeles. La familia Kennedy, presidida por su hermano Edward Kennedy organizó los funerales en la Catedral de San Patricio, en Nueva York. El presidente Johnson declaró día oficial de luto nacional en homenaje al senador el 9 de junio de 1968. Está enterrado cerca de su hermano John en el Cementerio de Arlington.
Sin embargo, muchos estudiosos notan un curioso patrón de asesinatos y muertes accidentales en la familia Kennedy y el hecho de que, si fuera elegido, Robert Kennedy planeaba investigar el asesinato de su hermano, el presidente Kennedy. Además, dos hijos de Robert Kennedy, Robert F. Kennedy, hijo, y Kathleen Kennedy Townsend, creen que su padre fue asesinado por Thane Cesar, un colaborador de la CIA. También, notan que la policía, bajo el control de la CIA, "destruyó miles de pruebas".
Un año después de su asesinato, el Estadio de Washington D. C. se rebautizó con el nombre de Robert F. Kennedy Memorial Stadium, también conocido como el RFK Memorial Stadium en su homenaje al exfiscal de la Nación y exsenador, conocido por su afición al deporte.
El 20 de noviembre de 2001, fecha en que Robert Kennedy habría cumplido 76 años, el edificio central del Departamento de Justicia en Washington D. C. fue rebautizado con el nombre de Edificio del Departamento de Justicia Robert F. Kennedy (Robert F. Kennedy Department of Justice Building) por el presidente George W. Bush y el secretario de Justicia John Ashcroft.
El Hotel Ambassador de Los Ángeles, escenario del asesinato de RFK abandonó el negocio en 1989 y hace poco tiempo se demolió totalmente el edificio en que funcionó durante 84 años, para construir sobre este lugar una nueva escuela secundaria. Cerca del desaparecido hotel hay una avenida que se llama Robert F. Kennedy Avenue, en honor al senador de Nueva York.

## Vida privada

### Familia

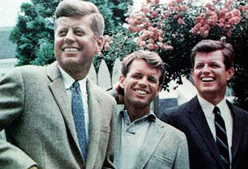
Los hermanos Kennedy: John, Robert y Edward (Ted) en 1960.

El 17 de junio de 1950 Robert contrajo matrimonio con Ethel Skakel, con quien tendría 11 hijos:
1. Kathleen Hartington (b.1951)
2. Joseph Patrick II (b.1952)
3. Robert Francis, Jr. (b.1954)
4. David Anthony (1955-1984)
5. Mary Courtney (b.1956)
6. Michael LeMoyne (1958-1997)
7. Mary Kerry (b.1959)
8. Christopher George (b.1963)
9. Matthew Maxwell Taylor (b.1965)
10. Douglas Harriman (b.1967)
11. Rory Elizabeth Katherine (b.1968)

Su última hija, Rory, nacería meses después del asesinato de su padre.
Kennedy era propietario de una casa en el Kennedy Compound ubicado en Hyannis Port, Massachusetts en Cabo Cod, pero residía principalmente en su casa en Virginia, conocida como Hickory Hill, ubicada a las afueras de Washington D. C. Su viuda, Ethel, y sus hijos continuaron viviendo en Hickory Hill después de su muerte en 1968. Ethel Kennedy residía en la casa de vacaciones de la familia ubicada en Hyannis Port hasta su muerte en 2024.
Robert Kennedy tuvo una relación cercana con Marilyn Monroe, después de que John F. Kennedy diera por terminado el amorío con la actriz a principios de los 60. Es mencionado en muchas investigaciones como uno de los implicados en el deceso de esta, el 5 de agosto de 1962.

### Actitudes
A pesar de que su padre, Joseph Kennedy, tenía depositadas sus ambiciones políticas en sus hermanos mayores, Joe y John, Robert mantuvo el código familiar sobre lealtad personal lo cual parecía ser la máxima de la familia Kennedy. Tanto su padre como sus hermanos admiraban su competitividad, mientras que su concepto de lealtad hacía que se sintieran cómodos en su compañía. Siendo un niño tímido, Robert usualmente era objeto del temperamento dominante de su padre. Era muy cercano a su madre.

### Fe religiosa
Las actitudes políticas y personales de Kennedy se centraban en devoción católica, la que heredó de su familia. Durante su vida Robert hizo referencias a su religión y a cómo esta influía en todas las áreas de su vida, y cómo le entregó fuerzas para volver al terreno político luego del asesinato de su hermano John.

## Historial electoral
Elección senatorial por Nueva York de 1964
| Robert F. Kennedy (D) 53.5 %      |
| Kenneth Keating (R) (inc.) 45.4 % |

## Honores

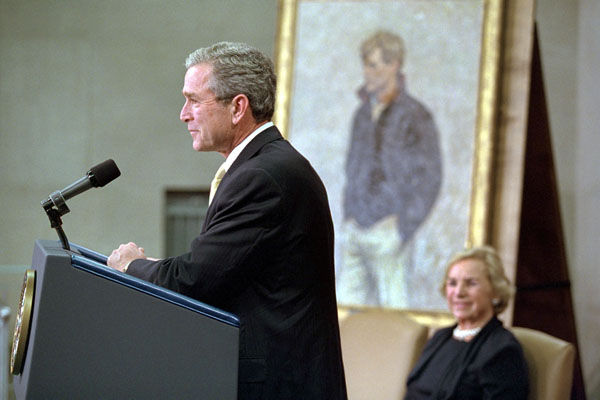
Bush durante la ceremonia en que re nombraron el edificio del Departamento de Justicia en honor a Robert F. Kennedy.

En 1969 el Estadio D. C. en Washington D. C. fue renombrado como Robert F. Kennedy Memorial Stadium.
En 1978, el Congreso de los Estados Unidos lo premió póstumamente con la Medalla de Oro del Congreso (Congressional Gold Medal). 
En 1998, la Casa de Moneda de los Estados Unidos entregó una moneda especial de dólar en la que aparece el rostro de Kennedy y, por el otro lado, los emblemas del Departamento de Justicia de los Estados Unidos y del Senado de los Estados Unidos.
El 20 de noviembre de 2001, en Washington D. C. el presidente George W. Bush y el fiscal general John Ashcroft dedicaron el edificio central del Departamento de Justicia renombrándolo como Edificio del Departamento de Justicia Robert F. Kennedy (Robert F. Kennedy Department of Justice Building), honrando a RFK en la fecha que hubiera celebrado su cumpleaños número 76. Bush, Ashcroft y el hijo mayor de Kennedy, Joseph II, hablaron durante la ceremonia.

### Escritos por RFK
RFK escribió extensamente sobre temas políticos y controvertidos de su época:
- 1960 El enemigo interior: La cruzada del Comité McClellan en contra de Jimmy Hoffa y los sindicatos laborales corruptos[3]
- 1967 El buscar un mundo más nuevo[4]
- 1969 Trece Días: Una memoria sobre la crisis de los misiles cubanos[5]

### Sobre RFK
La siguiente es una lista de libros en inglés sobre RFK.
- Altschuler, Bruce E. "Kennedy Decides to Run: 1968." Presidential Studies Quarterly (1980) 10(3): 348–352. ISSN 0360-4918
- Brown, Stuart Gerry. The Presidency on Trial: Robert Kennedy's 1968 Campaign and Afterwards. U. Press of Hawaii, 1972. 155 pp.
- Burner, David and West, Thomas R. The Torch Is Passed: The Kennedy Brothers and American Liberalism. Atheneum, 1984. 307 pp.
- DiEugenio, James and Lisa Pease, The Assassinations (2003)
- Dooley, Brian. Robert Kennedy: The Final Years. St. Martin's, 1996. 191 pp.
- Goldfarb, Ronald. Perfect Villains, Imperfect Heroes: Robert F. Kennedy's War against Organized Crime. Random House, 1995. 357 pp.
- Grubin, David, director and producer, RFK. Video. (DVD, VHS). 2hr. WGBH Educ. Found. and David Grubin Productions, 2004. Distrib. by PBS Video
- Hilty, James M. Robert Kennedy: Brother Protector (1997), vol. 1 to 1963. Temple U. Press., 1997. 642 pp.
- Murphy, John M. Title: "'A Time of Shame and Sorrow': Robert F. Kennedy and the American Jeremiad." Quarterly Journal of Speech 1990 76(4): 401-414. ISSN 0033-5630. RFK's speech after the death of Martin Luther King in 1968
- Navasky, Victor S. Kennedy Justice (1972). Argues the policies of RFK's Justice Department show the conservatism of justice, the limits of charisma, the inherent tendency in a legal system to support the status quo, and the counterproductive results of many of Kennedy's endeavors in the field of civil rights and crime control.
- Niven, David. The Politics of Injustice: The Kennedys, the Freedom Rides, and the Electoral Consequences of a Moral Compromise. U. of Tennessee Press 2003. 269 pp.
- Palermo, Joseph A. In His Own Right: The Political Odyssey of Senator Robert F. Kennedy. Columbia U. Press, 2001. 349 pp.
- Schlesinger Jr. Arthur M. Robert Kennedy and His Times (1978)
- Shesol, Jeff. Mutual Contempt: Lyndon Johnson, Robert Kennedy, and the Feud that Defined a Decade (1997)
- Thomas, Evan. Robert Kennedy: His Life (2002). 509 pp.
- Zimmermann, Karl R., The Remarkable GG1 (1977)
- RFK (documental de "Public Broadcasting Service", USA) transcripción completa

## Filmografía
- Bobby (película), película de 2006 dirigida por Emilio Estévez.